# Larga Marcha 1
Larga Marcha 1 o Changzheng-1 (CZ-1) es un cohete chino de la familia de cohetes Larga Marcha, cuyo desarrollo comenzó en 1965 y que dejó de usarse en 2002.

## Desarrollo

Comparativa entre el misil DF-4 y el lanzador CZ-1B.

El cohete fue desarrollado con el objetivo de lanzar el primer satélite chino, el DFH-1 (Dong Fang Hong 1). La primera y segunda etapas eran adaptaciones del misil balístico de alcance medio DF-4, alimentadas por ácido nítrico y UDMH. La tercera etapa fue desarrollada desde cero y fue un logro significativo de la tecnología china. Estaba alimentada por combustible sólido y para mantener la orientación tras la separación de la segunda etapa se la hacía girar sobre su eje a gran velocidad. Entre mayo de 1969 y enero de 1970 se hicieron cuatro pruebas de propulsión de la tercera etapa bajo diferentes condiciones para comprobar que encendía incluso en las situaciones adversas, y se hizo una prueba aparte con la primera y segunda etapas juntas, finalizándose todas las pruebas con éxito.
El 24 de abril de 1970, el primer lanzamiento de un CZ-1 completo puso en órbita al DFH-1, haciendo de China el quinto país en lanzar un satélite propio. Menos de un año más tarde otro CZ-1 puso en órbita el satélite científico SJ-1.

## Variantes

### Larga Marcha 1C
Estudio de 1988 en el que se proponía una cuarta etapa. Nunca llegó a llevarse a cabo.

### Larga Marcha 1D
Estudio de 1995. La segunda etapa habría quemado tetraóxido de nitrógeno en lugar de ácido nítrico y se habría usado para pruebas suborbitales con vehículos de reentrada. Nunca llegó a volar.

### Larga Marcha 1M
Propuesta de 1985 en la que se usaría una etapa superior italiana Mage. Nunca llegó a volar.

## Datos técnicos
- Carga máxima en LEO: 300 kg a 400 km de altura
- Carga máxima en GEO: 250 kg en una órbita de transferencia geoestacionaria
- Apogeo: 2500 km
- Empuje en despegue: 1.020 kN
- Masa total: 81.310 kg
- Diámetro del cuerpo principal: 2,25 m
- Longitud total: 29,4 m

### Primera etapa
- Masa llena: 64.100 kg
- Masa vacía: 4.100 kg
- Empuje (en el vacío): 1.224,575 kN
- ISP (en el vacío): 268 s
- ISP (nivel del mar): 241 s
- Tiempo de combustión: 130 s
- Diámetro: 2,25 m
- Envergadura: 4 m
- Longitud: 17,84 m
- Número de motores: 4 (YF-2A)

### Segunda etapa
- Masa llena: 15.000 kg
- Masa vacía: 2.700 kg
- Empuje (en el vacío): 306,143 kN
- ISP (en el vacío): 275 s
- ISP (nivel del mar): 200 s
- Tiempo de combustión: 110 s
- Diámetro: 2,25 m
- Envergadura: 2,25 m
- Longitud: 5,35 m
- Número de motores: 1 (YF-2A)

### Tercera etapa
- Masa llena: 2.050 kg
- Masa vacía: 250 kg
- Empuje (en el vacío): 180,991 kN
- ISP (en el vacío): 287 s
- ISP (nivel del mar): 254 s
- Diámetro: 0,77 m
- Envergadura: 0,77 m
- Longitud: 3,95 m
- Número de motores: 1 (GF-02)